# Ґарбово-Кольонія
Ґарбово-Кольонія (пол. Garbowo-Kolonia) — село в Польщі, у гміні Кобилін-Божими Високомазовецького повіту Підляського воєводства.
Населення — 40 осіб (2011).
У 1975-1998 роках село належало до Ломжинського воєводства.

## Демографія
Демографічна структура станом на 31 березня 2011 року:
|          | Загалом | Допрацездатний вік | Працездатний вік | Постпрацездатний вік |
| -------- | ------- | ------------------ | ---------------- | -------------------- |
| Чоловіки | 23      | 4                  | 16               | 3                    |
| Жінки    | 17      | 4                  | 10               | 3                    |
| Разом    | 40      | 8                  | 26               | 6                    |